# WEG T 23 und 24
Die Triebwagen T 23 und 24 sind Dieseltriebwagen, die durch die Württembergische Eisenbahn-Gesellschaft (WEG) beschafft wurden, danach bis 2009 von der Westerwaldbahn GmbH (WEBA) auf der Daadetalbahn eingesetzt wurden und mittlerweile der Krumbacher IGEBA Ingenieurgesellschaft Bahn gehören.
Die WEG ließ die beiden Fahrzeuge 1968 bei Gmeinder und Auwärter für den Betrieb auf der Nebenstrecke Nürtingen–Neuffen bauen. Der Antrieb wird durch je zwei Büssing-Motoren mit einer Leistung von je 154 kW (210 PS) realisiert, die über ein Getriebe vom Typ Voith 501 je eine Achse antreiben. Durch eine Vielfachsteuerung waren sie auch gemeinsam einsatzfähig.
Zwischen einem Steinbruch bei Neuffen und einem Zementwerk in Nürtingen beförderte die WEG mit den beiden neuen Triebwagen schwere Kalkstein-Züge. Um den Rangierbetrieb zu erleichtern, versah die WEG die Triebwagen und die beiden Endwagen der Kalkstein-Züge mit Scharfenbergkupplungen. Nachdem der Kalk-Verkehr zum Oktober 1979 eingestellt wurde verloren die Triebwagen ihre bisherige Einsatzstrecke und kamen zum 3. Oktober 1979 zur Unteren Kochertalbahn, wo sie den gesamten Verkehr übernahmen und damit den Dieseltriebwagen T 06 ersetzten. Die Scharfenbergkupplungen wurden dafür durch normale Zug- und Stoßeinrichtungen ersetzt.
Nach der Stilllegung der Unteren Kochertalbahn wurden die beiden Dieseltriebwagen zum 6. September 1996 an die WEBA verkauft. Beide Triebwagen wurden im Gmeinder-Werk modernisiert, dabei wurde der Triebwagen T 23 zum Steuerwagen VS 23 umgebaut, der Wagen T 24 wurde in VT 24 umgezeichnet. Die Garnitur wurde, in den DB-Produktfarben des Nahverkehrs minttürkis/pastelltürkis/lichtgrau lackiert, auf der Bahnstrecke Betzdorf–Daaden im Schülerverkehr eingesetzt, meist zusammen mit dem WEBA-Triebwagen 628 677. Aufgrund der fehlenden Federung erwarben sie sich dort den Spitznamen "Rüttelplatte".
Mittlerweile wurden die Fahrzeuge an die IGEBA Ingenieurgesellschaft Bahn in Krumbach verkauft und im September 2009 aus dem Westerwald abgefahren.
Stand August 2021 sind VS 23 und VT 24 in der Adjustage der Maxhütte in Sulzbach-Rosenberg hinterstellt.

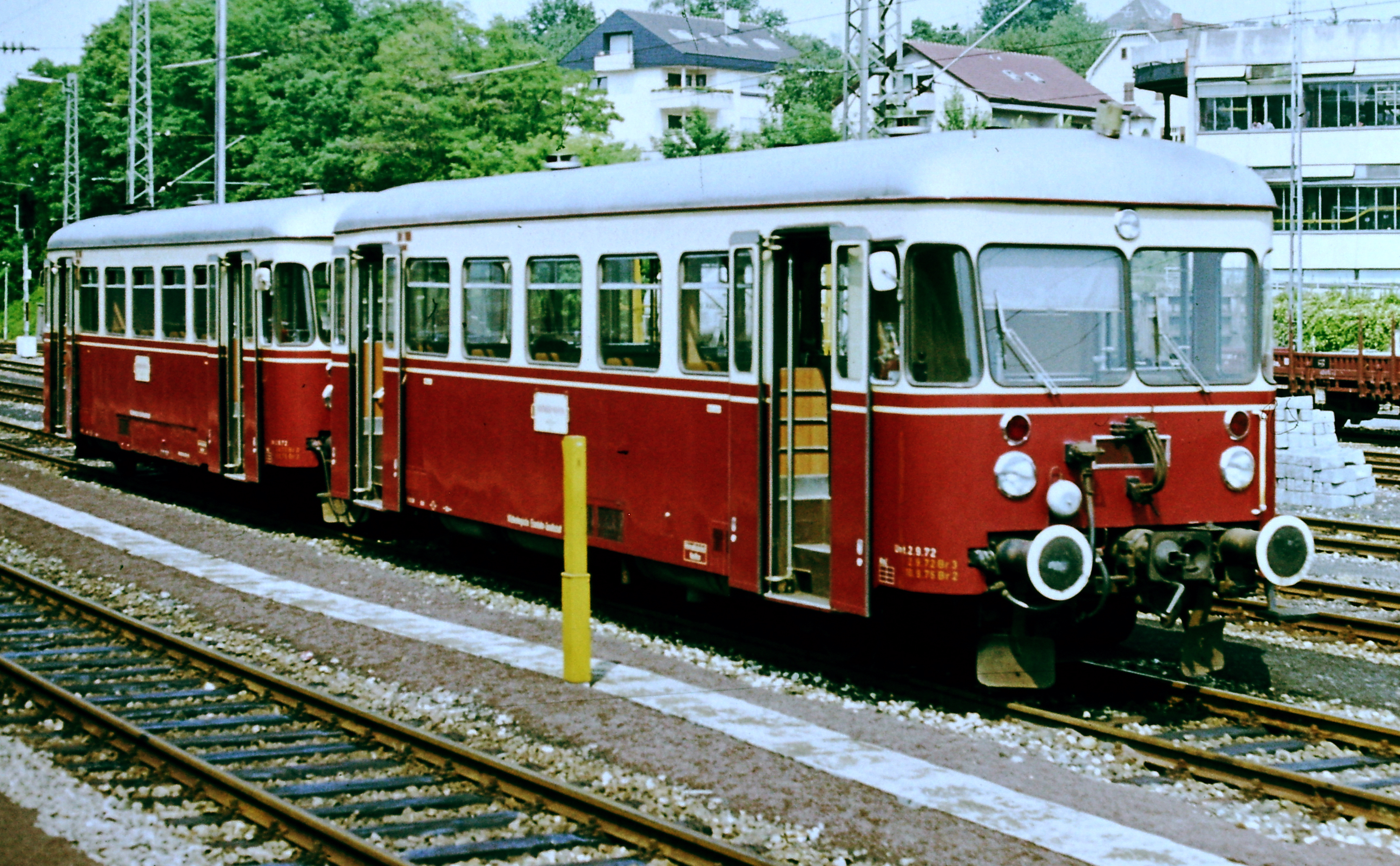
T23 und T24 im Bahnhof Nürtingen